# Chronologie de la Belgique

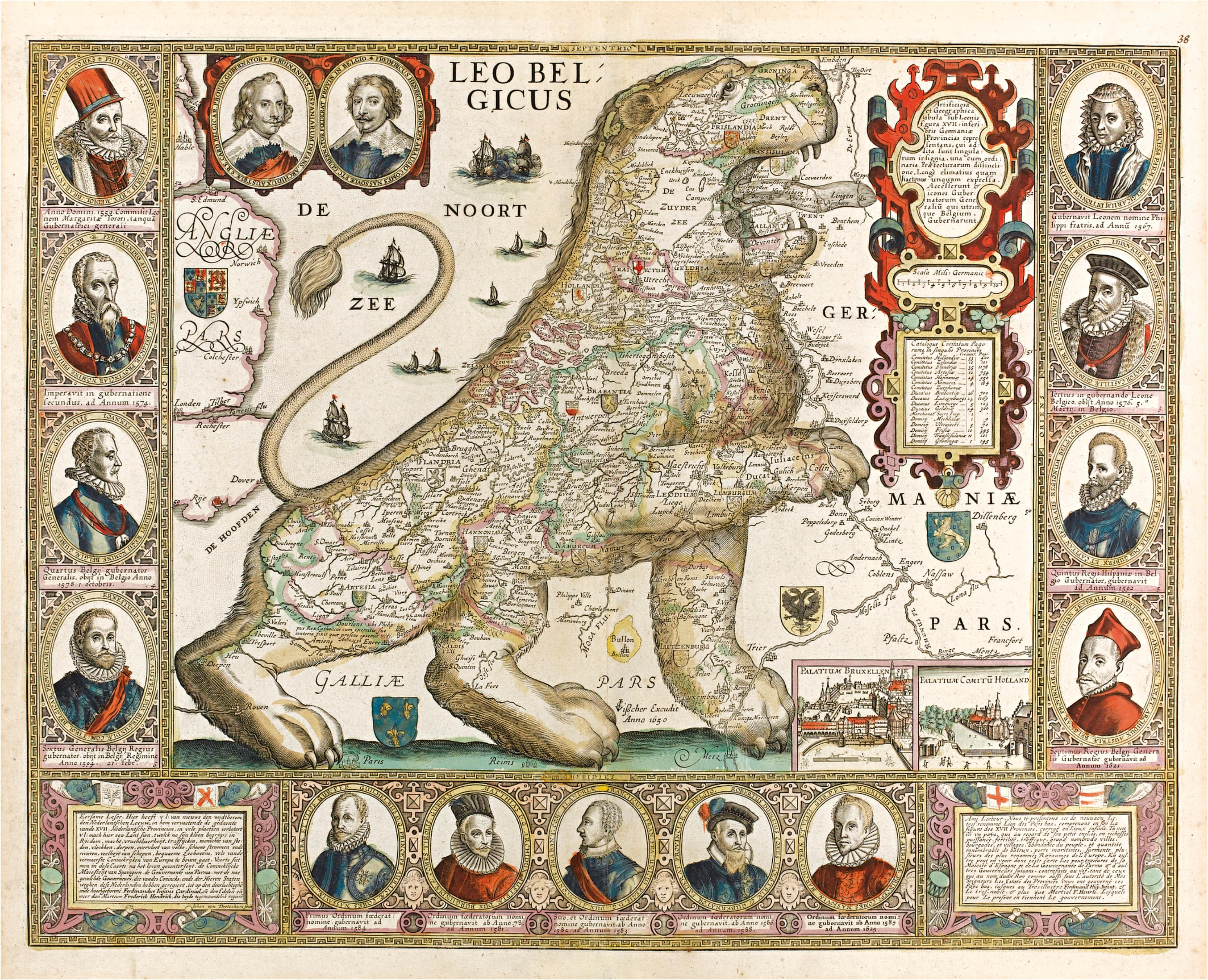
Leo Belgicus (Joannes van Deutecum - 1650)

## XIXesiècle
- 26 septembre 1830 : indépendance de la Belgique - les insurgés de la révolution belge contre le régime autoritaire et discriminatoire du roi Guillaume des Pays-Bas constituent un gouvernement provisoire qui proclame l'indépendance de la Belgique.
- 7 février 1831 : promulgation de la Constitution belge. La Belgique devient une monarchie parlementaire avec séparation des pouvoirs législatif, exécutif et judiciaire.
- 16 juin 1831 : parution du premier numéro du Moniteur belge.
- 21 juillet 1831 : Léopold Ier, premier roi des Belges, fait son entrée à Bruxelles et prête serment à la Constitution.
- 5 juin 1832 : naissance du franc belge.
- Février-mars 1848 : le pays est secoué par un mouvement de panique à la suite de l'insurrection de Paris. La foule se rue sur les banques réclamant la restitution de ses dépôts.
- 26 mai 1865 : une épidémie de choléra ravage le pays et fait 45 000 victimes. Ce sont les conditions précaires et insalubres dans lesquelles vivent les plus pauvres qui sont à l'origine de cette terrible maladie.
- 17 septembre 1865 : le lendemain des funérailles de son père Léopold Ier, le duc de Brabant prête serment à la Constitution et devient le roi Léopold II à l'âge de 32 ans.
- Novembre 1866 : la nouvelle épidémie de choléra qui s'était abattue sur le pays depuis juin est terminée. Il s'agit de la cinquième vague épidémique depuis l'indépendance du pays. Elle a fait 30 000 victimes. Les autorités sont fortement sollicitées de supprimer les venelles et impasses et de prévoir un système convenable d'égouttage dans les années à venir. Le voûtement de la Senne à Bruxelles est un bel exemple de ce qui sera réalisé en ce sens.
- Décembre 1866 : sur le million de familles que compte le pays, 10 % vivent dans l'opulence, 42 % (la petite bourgeoisie) n'échappent pas à certaines privations et la majorité des 48 % restant (les travailleurs) vivent dans la pauvreté. D'autre part, sur la totalité des 883 000 femmes actives, plus de 82 % sont simples ouvrières.
- 1884-1885 : dépression industrielle dans tout le pays.
- 6 avril 1885 : en ces années de vaches maigres, 59 associations d'ouvriers de tout le pays se réunissent à Bruxelles et décident d'unir leurs efforts en fondant le Parti ouvrier belge (POB). Le premier numéro du journal Le Peuple, organe de presse officiel du POB appelé à défendre des thèses, est vendu au prix de deux centimes paraîtra le 12 décembre de la même année. Extrait : « C'est au nom de la grande foule anonyme que nous allons batailler (...) Sorti des entrailles mêmes de la démocratie militante, Le Peuple a une grande œuvre à accomplir : défendre les siens. (...) Ce journal, fondé avec des deniers ouvriers, ne vivra que par les petits et pour les petits. (...) Nous voulons les grandes réformes politiques de nature à établir l'égalité entre tous les citoyens. (...) Nous sommes socialistes et réclamons le suffrage universel. »
- 30 avril 1885 : le roi Léopold II de Belgique prend le titre de souverain de l'État indépendant du Congo.
- 1886 : crise économique - l'aggravation du chômage et les bas salaires dans le milieu ouvrier provoque une explosion sociale entraînant des émeutes dans tout le pays wallon. Elles seront durement réprimées par l'armée.
- 4 avril 1886 : les billets de banque et les pièces de monnaie seront désormais imprimés dans les deux langues nationales.
- 16 août 1886 : sous l'impulsion du POB, 30 000 ouvriers manifestent dans les rues de Bruxelles pour l'obtention du suffrage universel.
- 15 avril 1887 : après avoir été exclu du POB et s'être exilé à Paris pour éviter la prison à la suite de la parution de son pamphlet, Alfred Defuisseaux crée le Parti socialiste républicain.
- 1889 : limitation du travail des femmes et des enfants.
- 10 août 1890 : deuxième manifestation des ouvriers à Bruxelles en faveur de la révision de la Constitution et du suffrage universel.
- 2 mai 1891 : 100 000 mineurs se mettent en grève pour obtenir la révision de la Constitution, le suffrage universel, la hausse des salaires et la journée de huit heures. Le POB recommande la reprise du travail le 21 mai, à la suite de l'adoption du principe de la révision de la Constitution par la Chambre.
- 14 mai 1892 : Vote de la Constitution par la Chambre.
- 23 janvier 1892 : le pays passe à l'heure de Greenwich.
- 18 avril 1893 : après une grève générale très dure de 5 jours à cause du rejet du suffrage universel par le Parlement, les socialistes obtiennent une modification de la loi. Le suffrage universel (un homme, une voix) est enfin adopté mais tempéré par le vote plural. C'est-à-dire qu'il y aura des électeurs à une, deux ou trois voix maximum. Par exemple, une voix supplémentaire est attribuée aux censitaires, capacitaires et pères de famille.
- 7 septembre 1893 : Léopold II promulgue la Constitution révisée.
- 14 octobre 1894 : les premières élections au suffrage universel avec vote plural ont lieu. Elles modifient profondément la composition de la Chambre des représentants. Tandis que les libéraux perdent deux tiers de leurs sièges, les catholiques en gagnent 13 % de plus. Les socialistes font leur apparition au Parlement et deviennent ainsi la deuxième force politique du pays.
- 11 avril 1895 : par crainte que le socialisme se répande trop en Wallonie, la Chambre approuve une nouvelle loi électorale communale, qui est un compromis entre l'ancien système censitaire et le nouveau suffrage universel avec vote plural. L'âge minimum est relevé de 25 ans à 30 ans et les Belges disposant d'un revenu cadastral de minimum 150 francs auront droit à une quatrième voix. Le député socialiste gantois Edouard Anseele la qualifiera de "Loi des quatre infamies".
- 15 septembre 1895 : la loi Schollaert, qui renforce la mainmise des catholiques sur l'enseignement, entre en vigueur dans l'enseignement primaire. Désormais, seules les écoles qui accepteront le programme établi par cette loi recevront des subsides.
- 24 novembre 1899 : la loi sur la représentation proportionnelle des partis est votée par la Chambre.

## XXesiècle
- 2 février 1900 : des grèves et émeutes éclatent dans tous les bassins houillers.
- 11 mars 1900 : la loi sur le contrat de travail doit établir les obligations réciproques et préciser les heures de travail.
- 27 mai 1900 : premières élections législatives selon le système de la représentation proportionnelle des partis. 32 élus pour les socialistes, 86 pour les catholiques, 31 pour les libéraux (qui font un retour en force), 3 pour les radicaux et un pour les démocrates-chrétiens.
- 6 octobre 1901 : nouvelles manifestation du P.O.B. pour la réforme électorale et la révision de la Constitution. Il y en aura encore plusieurs, durement réprimées par la police, jusqu'à la grève générale du 14 avril de l'année suivante.
- 20 décembre 1901 : création à Bruxelles de la première caisse de chômage afin de faire face au marasme économique.
- 14 avril 1902 : grève générale.
- Juin 1902 : malgré la reprise du travail à la suite de l'hécatombe issue des manifestations d'avril, de nouvelles grèves éclatent.
- 21 décembre 1903 : une nouvelle loi protège les ouvriers en cas d'accident du travail.
- Avril 1904 : à la suite de nouveaux accords, il ne faut plus désormais que quatre heures pour aller de Bruxelles à Paris.
- 17 juillet 1905 : une loi interdit le travail dominical dans les industries et commerces.
- 20 août 1908 : l'annexion du Congo est votée. S.M. le Roi Léopold II cède ainsi à ses sujets un domaine qui deviendra leur colonie.
- 29 octobre 1908 : création d'un Ministère des Colonies.
- 17 décembre 1909 : décès du Roi Léopold II.
- 24 décembre 1909 : le prince Albert, 34 ans, prête le serment constitutionnel et monte sur le trône de Belgique, 7 jours après la mort de son oncle.
- 1919 : les socialistes et les libéraux s'associent pour faire triompher le suffrage universel masculin. Le Roi Albert Ier lui-même paie de sa personne en forçant la main aux conservateurs pour imposer son instauration immédiate. Il faudra attendre 1948 pour qu'elle soit étendue aux femmes.
- 1921 : la loi belge sur les 48 heures est votée.
- 17 février 1934 : le roi Albert Ier trouve la mort en escaladant un rocher à Marche-les-Dames.
- 22 mars 1934 : le fils du roi Albert, Léopold, accède au trône de Belgique sous le nom de Léopold III.
- 7 juin 1944 : le roi Léopold III et sa famille sont déportés en Allemagne. Son Altesse le prince Charles devient Régent du royaume.
- 16 juillet 1951 : le roi Léopold III abdique et confie ses pouvoirs constitutionnels à son fils Baudouin.
- 17 juillet 1951 : prestation de serment du nouveau roi des Belges, Baudouin Ier.
- 1957 : la Belgique signe le traité créant la Communauté européenne.
- 1960 : proclamation de l'indépendance du Congo.
- Décembre 1960 : grève générale de millions de travailleurs contre la loi unique. Elle durera deux mois au bout desquels le gouvernement cèdera et se retirera.

## XXIesiècle
- 2004 : droit de vote des étrangers pour les élections communales.